# Robert McGregor
Robert Bilsand McGregor (* 3. April 1944 in Falkirk) ist ein ehemaliger britischer Schwimmer.
McGregor nahm 1962 an den Schwimmeuropameisterschaften in Leipzig teil. Dort gewann er mit der Staffel über 4 × 100 m Freistil Silber. 1964 war er erstmals Teilnehmer an den Olympischen Spielen. In Tokio konnte er sich die Silbermedaille in der Einzelstrecke über 100 m Freistil sichern. Mit den Staffeln über 4 × 100 m Freistil und 4 × 100 m Lagen erreichte er das Finale, die Staffel über 4 × 200 m Freistil kam nicht über das Halbfinale hinaus. Im Jahr 1966 gewann der Brite bei den Europameisterschaften in Utrecht Gold über 100 m Freistil, bei den British Empire and Commonwealth Games für Schottland über 110 yds Freistil Silber. Im Folgejahr war er Teilnehmer für das Vereinigte Königreich bei den World University Games und gewann in Tokio die Silbermedaille über 100 m Freistil. 1968 nahm er erneut an den Olympischen Spielen teil. Über 100 m Freistil und mit der Staffel über 4 × 100 m Freistil wurde er Vierter. Mit der Staffel über 4 × 200 m Freistil und 4 × 100 m Lagen erreichte er das Halbfinale. Auch bei den britischen Meisterschaften war McGregor erfolgreich. So konnte er sechs Mal die Distanz über 100 m Freistil zwischen 1962 und 1968 für sich entscheiden, den Wettbewerb über 200 m Freistil gewann er 1963.
Nachdem er 1968 seine Schwimmerkarriere beendet hatte, arbeitete er als Architekt. 2002 wurde McGregor in die Scottish Sports Hall of Fame aufgenommen.